# Sint-Leonharduskerk (Tamsweg)
De Sint-Leonharduskerk is een rooms-katholieke bedevaartskerk bij Tamsweg in de Lungau bij Salzburg, Oostenrijk. Het patrociniumfeest wordt op 6 november gevierd, de dag waarop de aan de heilige gewijde kerk wordt herinnert.

## Legende
In de buurt van de huidige kerk zouden in 1421 meerdere wonderen zijn gebeurd, die aanleiding gaven tot de bouw van een kapel. Het begon met een beeld van Sint-Leonhard dat op merkwaardige wijze verdween uit de parochiekerk van Tamsweg en vervolgens boven het dorp op de Schwarzenberg in een jeneverbesstruik weer opdook. Het beeld werd teruggebracht en in een afgesloten houten kist met ijzerbeslag geborgen. Echter 's nachts keerde het beeld opnieuw naar de plaats waar men het beeld eerder terugvond. Opnieuw stond het beeld in een jeneverbesstruik tussen twee lariksen. Deze gebeurtenis herhaalde zich meerdere malen, waarop men ten slotte besloot het beeld in de struik te laten en er een kapel op te richten. Vandaag de dag staat het beeld nog altijd op de inmiddels afgezaagde stam, waar ze in 1421 op gevonden werd.

## Geschiedenis
Dankzij de inkomsten van de sinds 1421 ingezette stroom pelgrims kon al snel een grotere kerk worden gebouwd. Deze laatgotische nieuwbouw werd in 1433 door de hulpbisschop Johann Ebser ingewijd. De bouwmeester van de kerk was de uit Salzburg afkomstige Peter Herperger. De kerk werd gebouwd als een zaalkerk met een gecompliceerd sterribgewelf en een ingesnoerd koor met een ribgewelf. Tevens werd er opdracht gegeven tot de bouw van het destijds grootste vleugelaltaar in Salzburg. Na de voltooiing werd het aan de Sint-Leonhard en de heilige Maria gewijd. Nog in 1613 stonden er in totaal zes altaren in de kerk opgesteld, waarvan geen enkel altaar bewaard bleef.
Toen in juli 1478 de Turkse troepen in Karinthië binnenvielen en daarmee voor het eerst het stiftgebied van Salzburg bereikten, werden nog in hetzelfde jaar verdedigingsmuren aangelegd, die ook tegenwoordig de kerk nog omgeven. Binnen het vestingswerk werden de strijdkrachten van de Hongaarse koning Matthias Corvinus gelegerd, dat pas in 1489 weer werd geruimd.

## Interieur

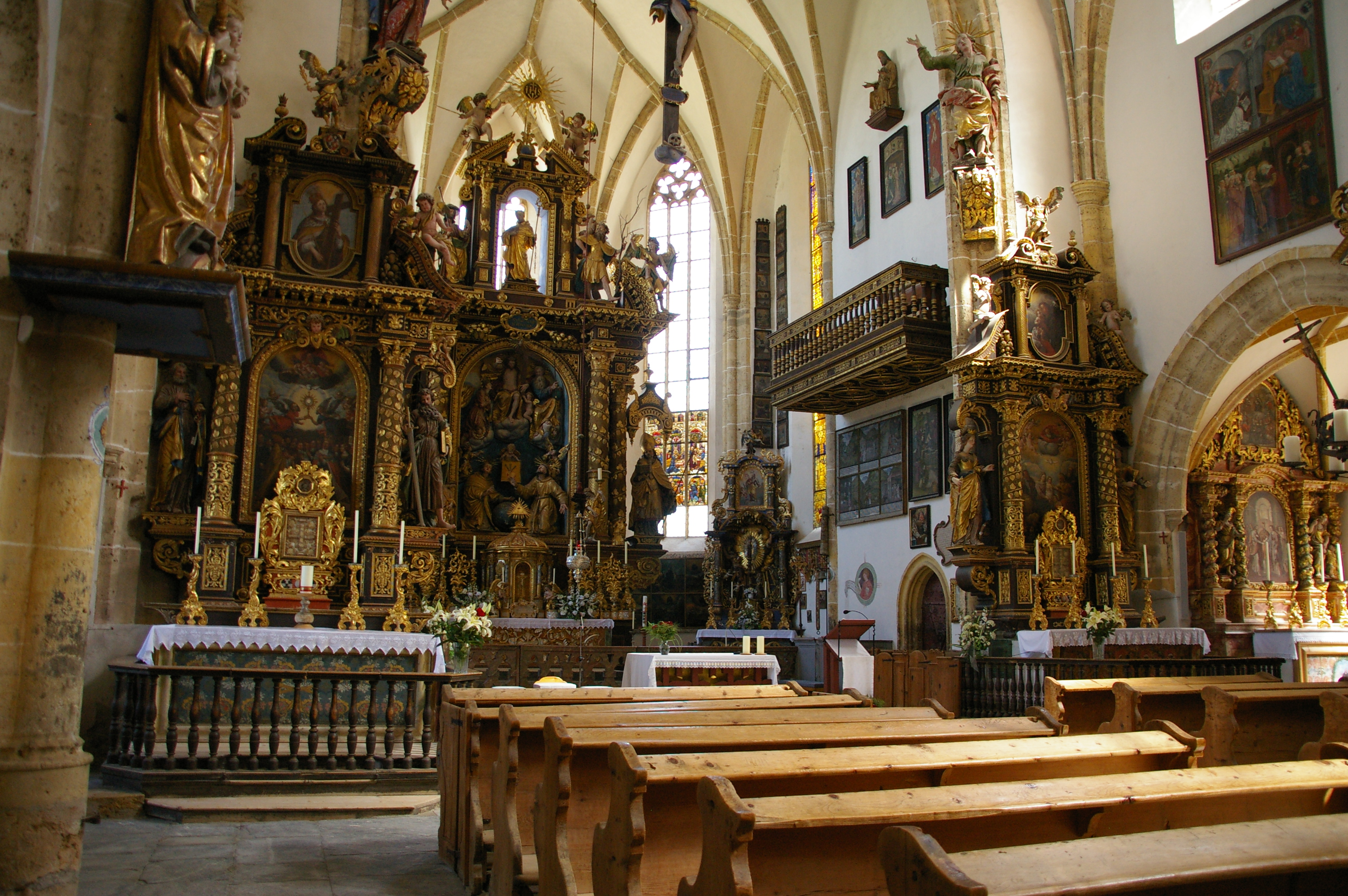
Overzicht interieur

In 17 van de 19 vensters zijn gotische gebrandschilderde ramen te zien, die uit verschillende delen van Oostenrijk afkomstig zijn. Het zogenaamde "Gouden Raam" (Goldene Fenster) bevond zich oorspronkelijk in de koorafsluiting en is sinds 1912 in een zijraam in het koor ingebracht. Het werd in 1440 door aartsbisschop Johann II von Reisberg geschonken en op een van de glasschijven staat hij geportretteerd. In het Lungau vond de leer van Maarten Luther al vroeg doorgang. Het was de kapucijner orde die in 1633 het op zich nam om de bevolking weer terug te leiden naar het katholicisme. Vermoedelijk om de breuk met de ketterij te benadrukken werd het interieur van de kerk grotendeels gewijzigd. Het orgel, dat zich aan de triomfboog bevond, werd in 1676 verplaatst naar de westelijke galerij. Op de oude plaats staat tegenwoordig het noordelijke zijaltaar. Vanaf 1659 werd begonnen met de bouw van een nieuw hoogaltaar, gevolgd door de bouw van nieuwe zijaltaren in 1676, die een plaats kregen aan weerskanten van de triomfboog.

## Bedevaart
Redenen voor de bedevaart naar de kerk waren voornamelijk het afsmeken van de bescherming van vee, met name de paarden, en de bescherming voor inhechtenisneming. De heilige Leonhard geldt in deze regio ook als een van de noodhelpers. Hij geeft bijstand aan boeren, is patroonheilige van gevangenen, kraamvrouwen en zieken en is de beschermer van have en goed. Votiefgaven waren veelal smeedijzeren ketenen, omdat de heilige gevangenen bevrijdde. Andere votiefgaven waren in de vorm van was, wol, vlas of andere materialen.